# Integracija sistema veštačke inteligencije
Osnovna ideja integracije sistema veštačke inteligencije je da pojedinačne softverske komponente, kao što su sintisajzeri govora, budu interoperabilne sa drugim komponentama, kao što su baze znanja, kako bi se stvorili veći, širi i sposobniji sistemi veštačke inteligencije. Glavne metode koje su predložene za integraciju su rutiranje poruka ili komunikacioni protokoli koje softverske komponente koriste za međusobno komuniciranje, često preko međuprogramskih sistema table.
Većina sistema veštačke inteligencije uključuje neku vrstu integrisanih tehnologija, na primer, integraciju tehnologija sinteze govora sa tehnologijom prepoznavanja govora. Međutim, poslednjih godina sve je veća diskusija o važnosti integracije sistema kao samostalnog polja. Zagovornici ovog pristupa su istraživači kao što su Marvin Minski, Aron Sloman, Deb Roj, Kristin R. Torison i Majkl A. Arbib. Razlog za nedavnu aktuelnost integracije veštačke inteligencije je to što je već stvoreno više (relativno) jednostavnih sistema za specifične domene problema (kao što su kompjuterski vid, sinteza govora, itd), i da je integrisanje onoga što je već dostupno logičniji pristup širenja veštačke inteligencije nego izgradnja monolitnih sistema od nule.

## Fokus integracije
Fokus na integraciji sistema, posebno u pogledu modularnih pristupa, proizilazi iz činjenice da se većina inteligencija značajnih razmera sastoji od mnoštva procesa i/ili koristi multimodalni ulaz i izlaz. Na primer, inteligencija humanoidnog tipa bi poželjno morala da bude sposobna da govori koristeći sintezu govora, da čuje pomoću prepoznavanja govora, da razume pomoću logičkog (ili nekog drugog nedefinisanog) mehanizma, i tako dalje. Da bi se proizveo veštački inteligentni softver šire inteligencije, neophodna je integracija ovih modaliteta.

## Spoljašnje veze
- Constructionist Design Methodology, published in A.I. magazine
- MissionEngine: Multi-system integration using Python in the Tactical Language Project
- COG, a humanoid robot at M.I.T.
- The Open Knowledge Initiative Library